# Darkoneta
Genre
Darkoneta est un genre d'araignées aranéomorphes de la famille des Archoleptonetidae.

## Distribution
Les espèces de ce genre se rencontrent au Mexique, aux États-Unis au Texas et en Arizona, au Guatemala et au Panama,.

## Liste des espèces
Selon World Spider Catalog (version 23.0, 06/04/2022) :
- Darkoneta arganoi (Brignoli, 1974)
- Darkoneta garza (Gertsch, 1974)
- Darkoneta obscura (Gertsch, 1974)
- Darkoneta quetzal Ledford & Griswold, 2010
- Darkoneta reddelli Ledford & Griswold, 2010
- Darkoneta stridulans (Platnick, 1994)

## Systématique et taxinomie
Ce genre a été décrit par Ledford et Griswold en 2010 dans les Leptonetidae. Il est placé dans les Archoleptonetidae par Ledford, Derkarabetian, Ribera, Starrett, Bond, Griswold et Hedin en 2021.

## Étymologie
Ce genre est nommé en l'honneur de Darko Ljubić.

## Publication originale
- Ledford & Griswold, 2010 : « A study of the subfamily Archoleptonetinae (Araneae, Leptonetidae) with a review of the morphology and relationships for the Leptonetidae. » Zootaxa, no 2391, p. 1-32.